# Brvenica (Raška)
Pour les articles homonymes, voir Brvenica (homonymie).
Brvenica (en serbe cyrillique : Брвеница) est un village de Serbie situé dans la municipalité de Raška, district de Raška. Au recensement de 2011, il comptait 244 habitants.
Brvenica est également connue sous le nom de Donja Brvenica.

## Démographie
| 1948 | 1953 | 1961 | 1971 | 1981 | 1991 | 2002 | 2011 |
| ---- | ---- | ---- | ---- | ---- | ---- | ---- | ---- |
| 445  | 476  | 508  | 439  | 389  | 360  | 298  | 244  |

|  |